# Matias (apóstolo)

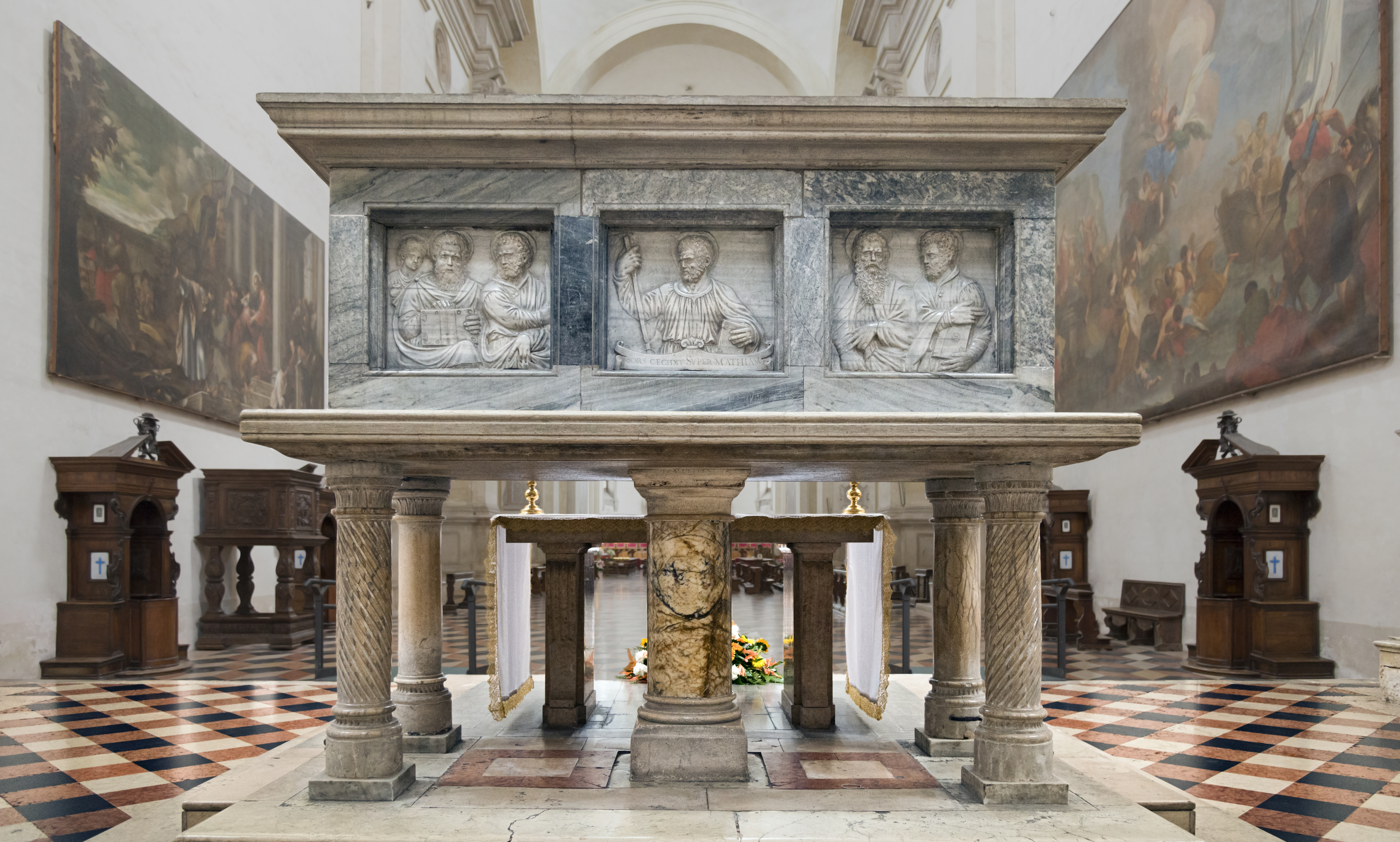
Seu santuário em Pádua.

São Matias ou Matias Apóstolo foi, segundo a Bíblia, o discípulo escolhido para ocupar o lugar que Judas Iscariotes abandonou para viver seu destino.

## Relato bíblico

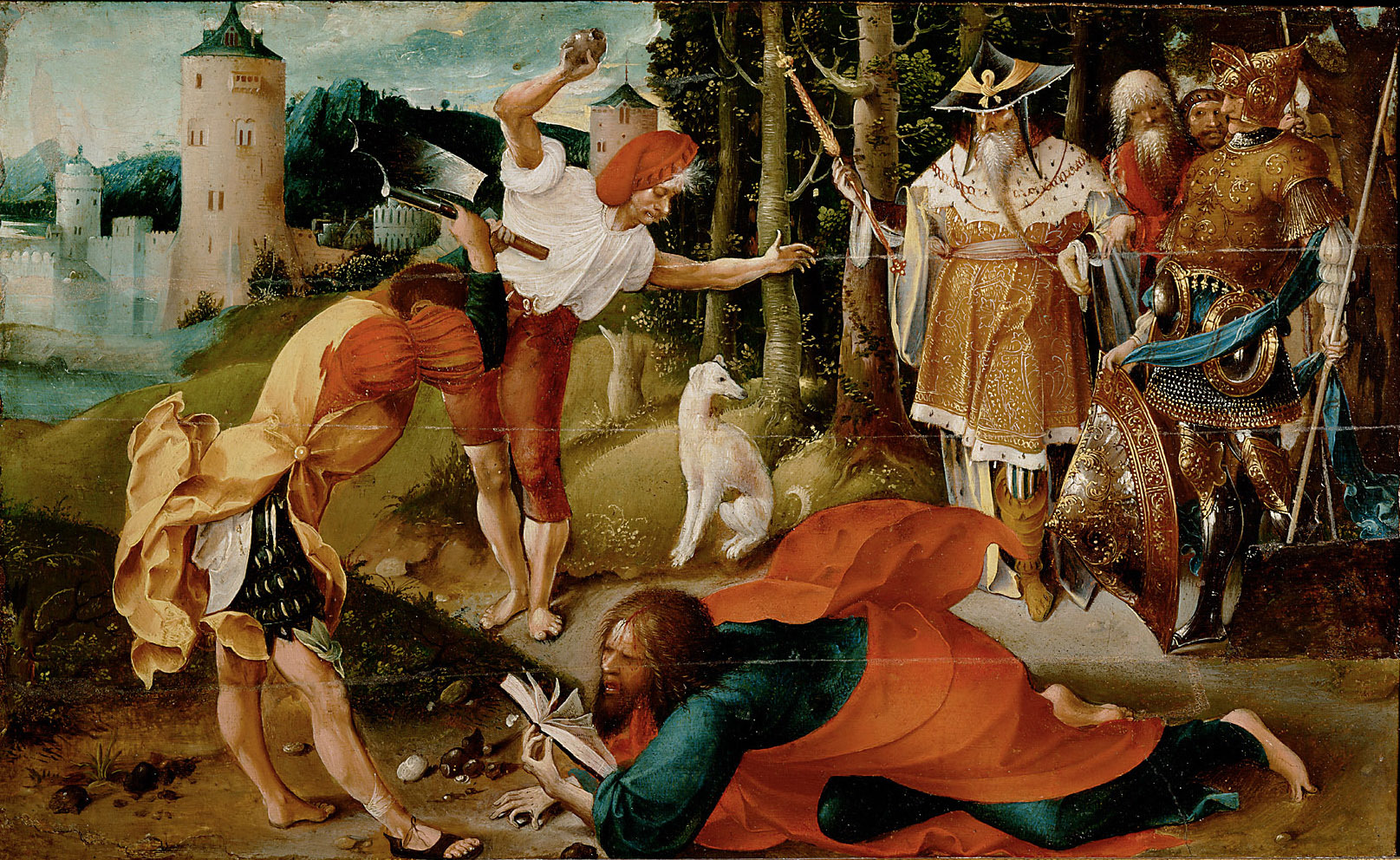
Martírio do Apóstolo São Mateus, de Jan de Beer.

Conforme o relato da Bíblia, logo no capítulo inicial dos Actos dos Apóstolos, após a morte, ressurreição e ascensão de Jesus ao céu, o apóstolo Pedro, observou que o Rei David escrevera no Salmo 109:8 (segundo apresentado nas seguintes traduções):
"Tome outro o seu bispado" - Novo Testamento, Salmos e Provérbios da Sociedade Bíblica do Brasil
"Seja a sua vida curta, e outro ocupe o seu lugar." - Nova Versão Internacional
Pedro aplicou esta declaração das Escrituras Hebraicas à necessidade de substituir Judas que se havia tornado traidor. Assim, propôs aos aproximadamente cento e vinte discípulos reunidos que a vaga fosse preenchida. A congregação referiu os nomes de José Barsabás e Matias como hipóteses para a escolha. Depois de orarem em conjunto, lançaram sortes e Matias foi escolhido. Esta ocorrência, apenas poucos dias antes do derramamento do Espírito Santo, no dia de Pentecostes do ano 30 ou 33 d.C., consoante as opiniões de alguns estudiosos, foi a última ocasião mencionada na Bíblia em que se recorreu a sortes para se saber a escolha de Deus num determinado assunto.
Segundo as palavras de Pedro registadas em Actos 1:21, 22, Matias havia sido seguidor de Jesus durante os três anos e meio do seu ministério e havia estado intimamente associado com os apóstolos. Provavelmente era um dos setenta discípulos ou evangelistas que Jesus enviou para pregar, segundo o relato de Lucas 10:1. Após a sua escolha, ele foi "contado com os onze apóstolos" pela congregação e quando o livro de Actos logo depois fala dos "apóstolos" ou dos "doze", isso incluía Matias.

## Outras referências históricas
De acordo com Nicéforo, Matias primeiro pregou o Evangelho na Judeia, seguindo para a Etiópia e, posteriormente, se dirigiu para região da Cólquida (agora conhecida como Geórgia Caucasiana), onde foi crucificado. Um marco localizado nas ruínas da fortaleza romana de Gônio, atual Apsaros, nas modernas regiões georgianas de Adjara indicam que Matias estará sepultado naquele lugar.
A "Sinopse" de Doroteu de Tiro contém esta tradição:
"Matthias in interiore Æthiopia, ubi Hyssus maris portus et Phasis fluvius est, hominibus barbaris et carnivoris praedicavit Evangelium. Mortuus est autem in Sebastopoli, ibique prope templum Solis sepultus."
Cuja tradução é:
"Matias esteve na Etiópia, onde o Porto Marítimo de Hisso e o Rio Fásis estão. Faleceu em Sebastópolis e está sepultado aqui, próximo ao Templo do Sol."
Um trecho dos Atos Coptas de André e Matias localiza sua atividade similarmente na "Cidade dos Canibais", na Etiópia. Alternativamente, outra tradição, menos confiável, menciona que Matias foi enterrado em Jerusalém pelos judeus, onde teria sido decapitado .
De acordo com Hipólito de Roma, Matias teria morrido em idade avançada em Jerusalém [carece de fontes?].